# Petrus Camper
Peter, Pieter, o normalment Petrus Camper (1722 – 1789), va ser un naturalista, zoòleg i antropòleg neerlandès. Va estudiar els orangutans, els rinoceronts, i el crani d'un mosasaure, que ell creia que pertanyia a una balena. Va ser un dels primers a interessar-se per l'anatomia comparada i la paleontologia, també inventà el mesurament de l'angle facial. Camper va ser una celebritat a Europa i va ser membre de la Royal Society. Es va interessar per l'arquitectura, la matemàtica, i va fer dibuixos per a les seves lliçons. Va dissenyar i va elaborar eines per als seus pacients. A més va ser escultor i patrocinador de les arts i un polític de caràcter conservador.

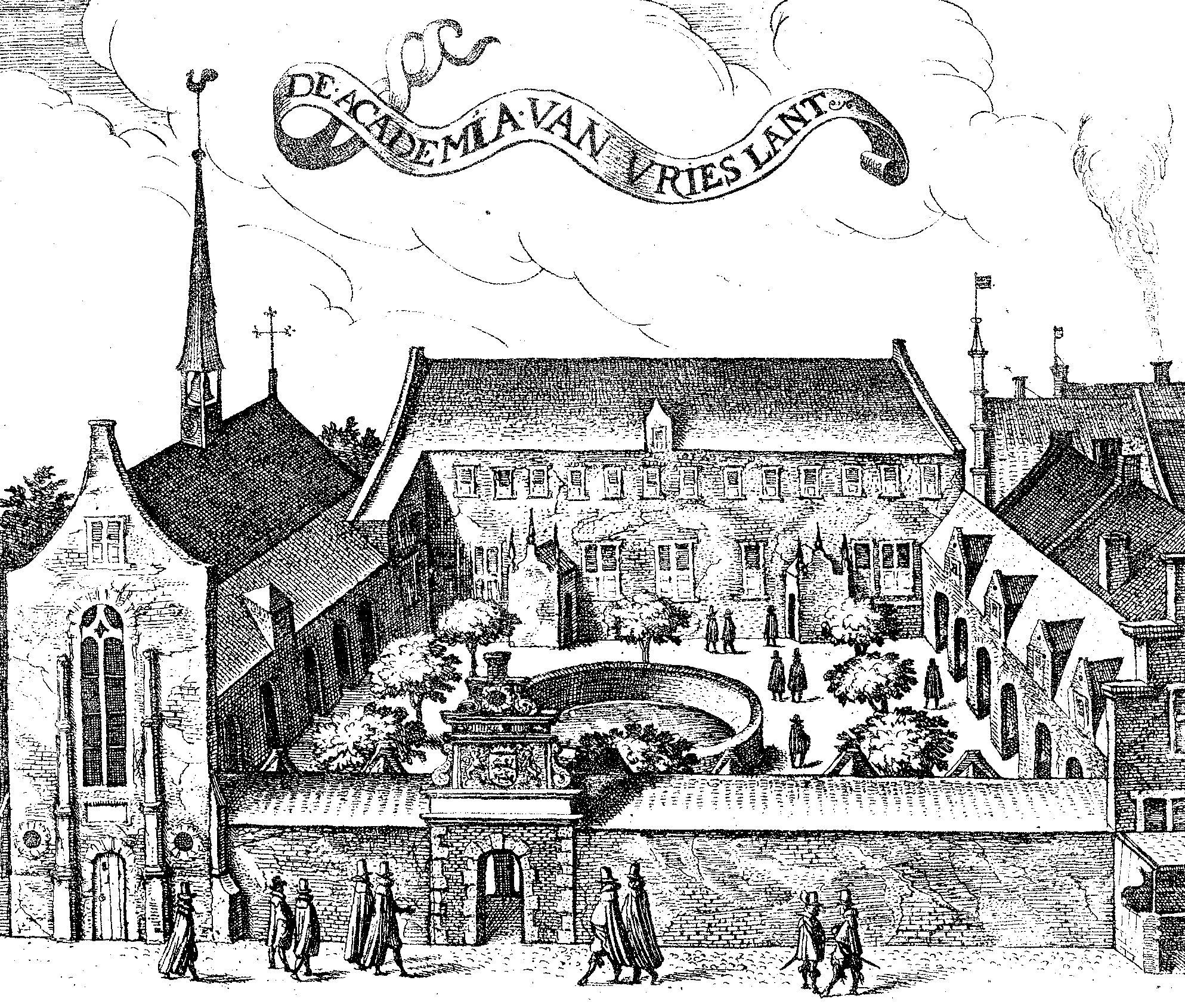
LAcademia van Vrieslant a Franeker

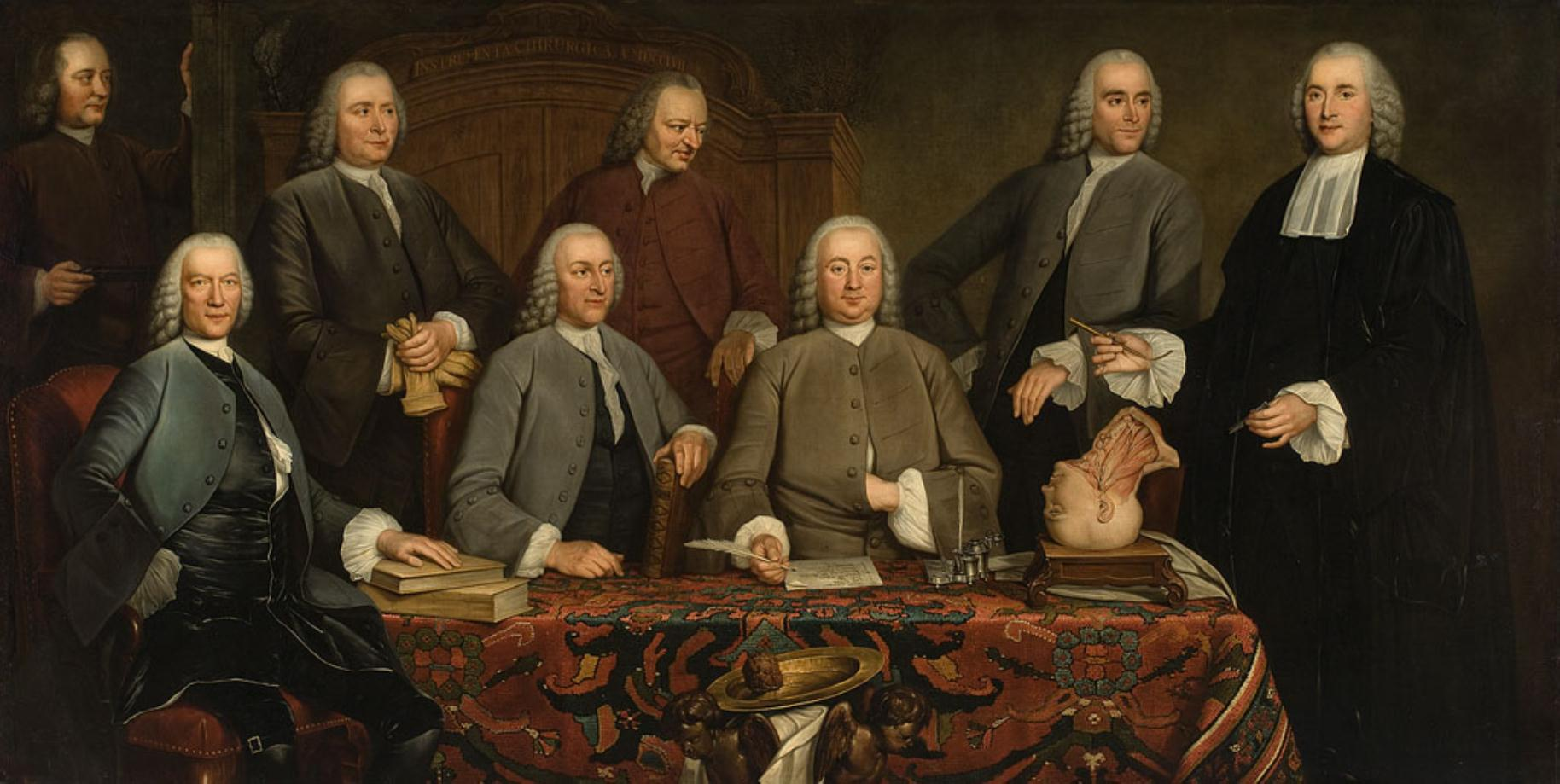
Lliçó d'anatomia de Camper (1758), Amsterdam

Camper va mantenir una clínica cirúrgica.
En ornitologia, va descobrir la presència d'aire en l'interior dels ossos dels ocells. Estudiant l'anatomia de diversos primats orangutans va determinar que aquests no eren pas "homes degenerats" sinó espècies diferenciades dels humans. En ictiologia publicà una memòria sobre el seu sistema d'audició. Va fer la dissecció d'un elefant i d'un rinoceront de Java.

## Obres
- Demonstrationes anatomico- pathologicae [1760–1762]
- Dissertation sur les différences des traits du visage i Discours sur l'art de juger les passions de l'homme par les traits de son visage
- On the Best Form of Shoe
- Two lectures to the Amsterdam Drawing society on the facial angle (1770)
- On the Points of Similarity between the Human Species, Quadrupeds, Birds, and Fish; with Rules for Drawing, founded on this Similarity (1778)
- Historiae literariae cultoribus S.P.D. Petrus Camper. A list of his work, published by himself.
- Obres de Petrus Camper, compilació en francès de l'obra de Camper feta pòsthumament pel seu fill A.G. Camper, publicada per Hendrik Jansen el 1803 en tres volums.[1][2]